# Walter-Kempowski-Literaturpreis
Der Walter-Kempowski-Literaturpreis ist ein Förderpreis für deutschsprachige Kurzgeschichten der Hamburger Autorenvereinigung. Ein solcher Preis wurde erstmals 2005 verliehen, trägt aber erst seit 2007 den Namen des im selben Jahr verstorbenen Walter Kempowski.
Der Förderpreis wird in Zusammenarbeit mit der Hannelore und Helmut Greve Stiftung für Kultur und Wissenschaften jedes zweite Jahr vergeben, und zwar im Wechsel mit dem Hannelore-Greve-Literaturpreis. Der Autorenvereinigung gehören 120 Schriftsteller an, darunter Siegfried Lenz, Günter Kunert und Arno Surminski. Walter Kempowski war Ehrenmitglied auf Lebenszeit. Der Förderpreis wird an drei Autoren vergeben. Die Beiträge werden auf einer Mitgliederversammlung des Hamburger Schriftstellerverbandes ausgewählt. Er war 2005 mit 5000 Euro, 2007 mit insgesamt 10.000 Euro dotiert.

## Preisträger

### 2005 Thema: Nachbarn
1. Kirsten Kühlke aus Rüsselsheim für ihre Kurzgeschichte Zunächst mal den Winter abwarten
2. Christopher Weber aus Leipzig für Blaugrau
3. Jane Larsen aus Berlin für Neue Welten nebenan

### 2007 Thema: fremd
1. Susanne Jabs Gröner aus Baden-Württemberg für ihre Kurzgeschichte Der Löwenwagen
2. Cornelia Gellrich aus Berlin mit ihrer Kurzgeschichte Besuch bei der Großmutter
3. Jana Franke-Frey aus der Uckermark mit Gute Nacht-Geschichte für Anna

### 2009 Thema: Versuchung
1. Martin Beyer aus Bamberg für seinen Beitrag Der Mond ist immer schön
2. Johanna Heinz aus Bonn für Das Foto
3. Ella Marouche aus Hamburg für Glücklich ist, wer vergisst

### 2011 Thema: Familie
1. Marlene Bach aus Heidelberg für die Kurzgeschichte Der Herbstsohn
2. Heinz Helle aus München für Wir
3. André Ritter aus Rostock für Musik der Unschuld

### 2013 Thema: Besser gehts nicht
1. Jürgen Helm aus Halle für seinen Beitrag Hiob 2013
2. Florian Gmeiner aus Ansbach für seine Kurzgeschichte Der Concierge
3. Heike Suzanne Hartmann-Heesch aus Hamburg für ihre Erzählung Der Mann, der mich liebt[1]

### 2015 Thema: Nur eine Minute
1. Nasanin Kamani aus Köln mit Nur eine Minute
2. Jutta Lange aus Pinneberg mit Elies’ Weg
3. Julia Walter aus Berlin mit So warm, so weich

### 2017 Thema: Alles umsonst?
1. Juliane Pickel mit Freier Fall
2. Tamara Jarchow mit Alles umsonst
3. Ella Marouche mit Auf der Bettkante Martina